# Victoria Baptiste
Victoria Baptiste (nascida no Estado de Maryland, nos Estados Unidos) é uma enfermeira estatunidense. É conhecida pelo seu ativismo entre a comunidade afroamericana, fazendo difusão de campanhas de medicina preventiva, como vacinas ou revisões médicas periódicas. Durante a pandemia de Covid-19 foi enfermeira a domicílio, administrando a vacina contra a COVID-19 à povoação de Baltimore.

## Vida pessoal e ativismo
Victoria é bisneta de Henrietta Lacks, uma mulher que morreu de cancro cervical em 1951. Os doutores extraíram células cancerígenes de Lacks (sem informar a ela e à família) para fazer busca científica. As Células HeLa, cultivadas em laboratório, seguem sendo empregadas em investigação.  Em memória de Lacks, a Organização Mundial da Saúde nomeou Victoria Baptiste, e mais três familiares, embaixadores de boa vontade pela eliminação do cancro de pescoço uterino.

## Reconhecimento
Em 2022, Victoria Baptiste foi reconhecida pela BBC como uma das 100 mulheres mais inspiradoras do mundo.